# Psychotria grandistipulata
Psychotria grandistipulata là một loài thực vật có hoa trong họ Thiến thảo. Loài này được (Lauterb.) Whistler miêu tả khoa học đầu tiên năm 1986.